# BUTTER
BUTTER（バター）は、柚木麻子の小説。

## 概要
2007年から2009年にかけて発生した首都圏連続不審死事件を題材にしたフィクションである。世界累計で100万部を突破している。

## あらすじ
主人公の梶井真奈子は、中高年男性に金を貢がせたうえ、殺害した容疑で逮捕された。
一方、週刊誌記者の町田里佳は梶井との面会を取り付け独占記事を執筆を試みるが、うまくいかない。里佳は親友の怜子から「食の話題で釣ればいい」とアドバイスをもらい、梶井との接触に成功。
塀の中にいて望みのものが口にできない梶井は、訪ねてきた里佳にテストめいた要求を出す。梶井が指定する食べ物、食べ方を里佳が体験し、梶井に伝えるのだ。その日以来、欲望に忠実な梶井の言動に触れるたび、里佳の内面も外見も変貌し、伶子や恋人の誠らの運命をも変えてゆく。

## 評価
2024年にイギリスとアメリカ合衆国において、英語版（英訳：ポリー・バートン）が出版されると、両国でフェミニズムの観点や、美食とミステリーを組み合わせた独自の世界観で大きな話題を集めた。同年11月、イギリスの各書店がノミネート作を選出し、読者の投票によって結果が決まる「Books Are My Bag Readers Award 2024」の「Breakthrough Author」を受賞。また同月、イギリスの大手書店チェーンWaterstoneが選ぶ「Waterstones Book of the Year 2024」を日本人で初の受賞。
2025年5月13日、イギリスの文学賞「ブリティッシュ・ブック・アワード」のデビュー・フィクション部門受賞したほか、同年の英国推理作家協会（CWA）が主催するミステリー小説・犯罪小説に贈られる世界最高峰の文学賞である「ダガー賞」の翻訳部門に、王谷晶の『ババヤガの夜』と共にノミネートされた（同賞の受賞は『ババヤガの夜』であり、本作は受賞を逃した）。